# Neoscleropogon thalpius
Neoscleropogon thalpius är en tvåvingeart som först beskrevs av Walker 1849.  Neoscleropogon thalpius ingår i släktet Neoscleropogon och familjen rovflugor. Inga underarter finns listade i Catalogue of Life.